# Masdevallia ejiriana
Masdevallia ejiriana är en orkidéart som beskrevs av Carlyle August Luer och José Portilla. Masdevallia ejiriana ingår i släktet Masdevallia och familjen orkidéer. Inga underarter finns listade i Catalogue of Life.